# Hippoglossoides robustus
Hippoglossoides robustus is een  straalvinnige vissensoort uit de familie van schollen (Pleuronectidae). De wetenschappelijke naam van de soort is voor het eerst geldig gepubliceerd in 1897 door Gill & Townsend.
Het is een platvis die leeft op bodems op een diepte van maximaal 425 meter. Het reikt tot 30 cm lang. Zijn oorspronkelijke leefgebied is de noordelijke Stille Oceaan, van Japan en de Zee van Ochotsk over de Beringzee tot Alaska, de Aleoeten en de Arctische kust van Canada.